# Sainte-Marie-d’Alvey
Sainte-Marie-d’Alvey település Franciaországban, Savoie megyében. Lakosainak száma 128 fő (2022. január 1.). Sainte-Marie-d’Alvey Gerbaix, Novalaise, Rochefort és Saint-Genix-les-Villages községekkel határos.

## Népesség
A település népessége az elmúlt években az alábbi módon változott:
| Lakosok száma | 123  | 120  | 121  | 117  | 116  | 120  | 123  | 124  | 128  |
|               | 2013 | 2015 | 2016 | 2017 | 2018 | 2019 | 2020 | 2021 | 2022 |